# 28103 Benmcpheron
28103 Benmcpheron è un asteroide della fascia principale. Scoperto nel 1998, presenta un'orbita caratterizzata da un semiasse maggiore pari a 2,2534255 UA e da un'eccentricità di 0,1185083, inclinata di 2,75810° rispetto all'eclittica.